# Publius Didius Italicus
Publius Didius Italicus war ein im 2. oder 3. Jahrhundert n. Chr. lebender Angehöriger des römischen Ritterstandes (Eques).
Durch zwei Inschriften, die beim Kastell Inlăceni gefunden wurden und die auf 151/270 datiert werden, ist belegt, dass Italicus Präfekt der Cohors IIII Hispanorum war. Er stammte aus der Provinz Mauretania Caesariensis.